# Schwarzer See (Schlemmin)
Der Schwarze See bei Schlemmin liegt bei Bützow westlich von Schlemmin (Gemeinde Bernitt) in Mecklenburg-Vorpommern. Er ist Bestandteil des Naturschutzgebiets Hohe Burg und Schwarzer See. Das 110 Hektar große Naturschutzgebiet befindet sich in der eiszeitlichen Endmoränenlandschaft. Der See ist ein bis zwei Meter tief, 2,5 Hektar groß und mit 108 m ü. NHN der höchstgelegene See Mecklenburgs. Das Gewässer ist komplett von Buchenwäldern umgeben.
Im 15 Hektar großen Verlandungsmoor des Sees finden sich seltene und bedrohte Pflanzenarten wie Rundblättriger Sonnentau und Schlangenbärlapp. Außerdem bietet das Gebiet Lebensraum für Moorfrösche, Ringelnattern, Waldeidechsen, Schwarzspechte, Waldbaumläufer, Zwergschnäpper, Dachse und zahlreiche andere Arten.

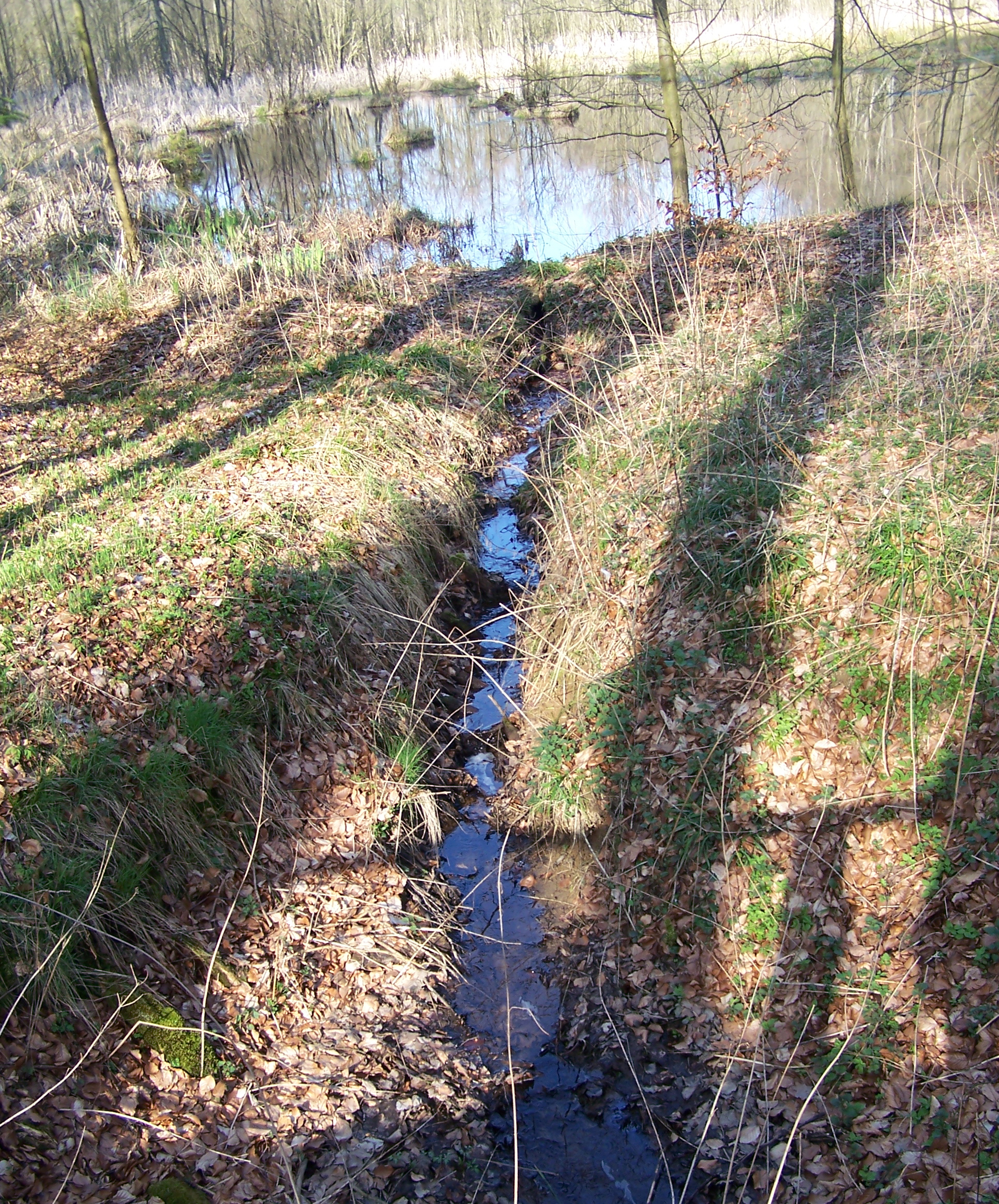
Abfluss am Südwestende des Sees

## Belege
- L. Jeschke, U. Lenschow, H. Zimmermann: Die Naturschutzgebiete in Mecklenburg-Vorpommern. Umweltministerium Mecklenburg-Vorpommern (Hrsg.), Demmler Verlag, Schwerin 2003, ISBN 3-910150-52-7.
- Webseite der Region Bützow-Schwaan
- Information des Amt Bützow-Land
- Anhang zum gutachterlichen Landschaftsrahmenplan der Region Mittleres Mecklenburg/Rostock (PDF-Datei; 962 kB)